# Eupanacra truncata
Eupanacra truncata är en fjärilsart som beskrevs av Walker. Eupanacra truncata ingår i släktet Eupanacra och familjen svärmare. Inga underarter finns listade i Catalogue of Life.